# Jet Ski

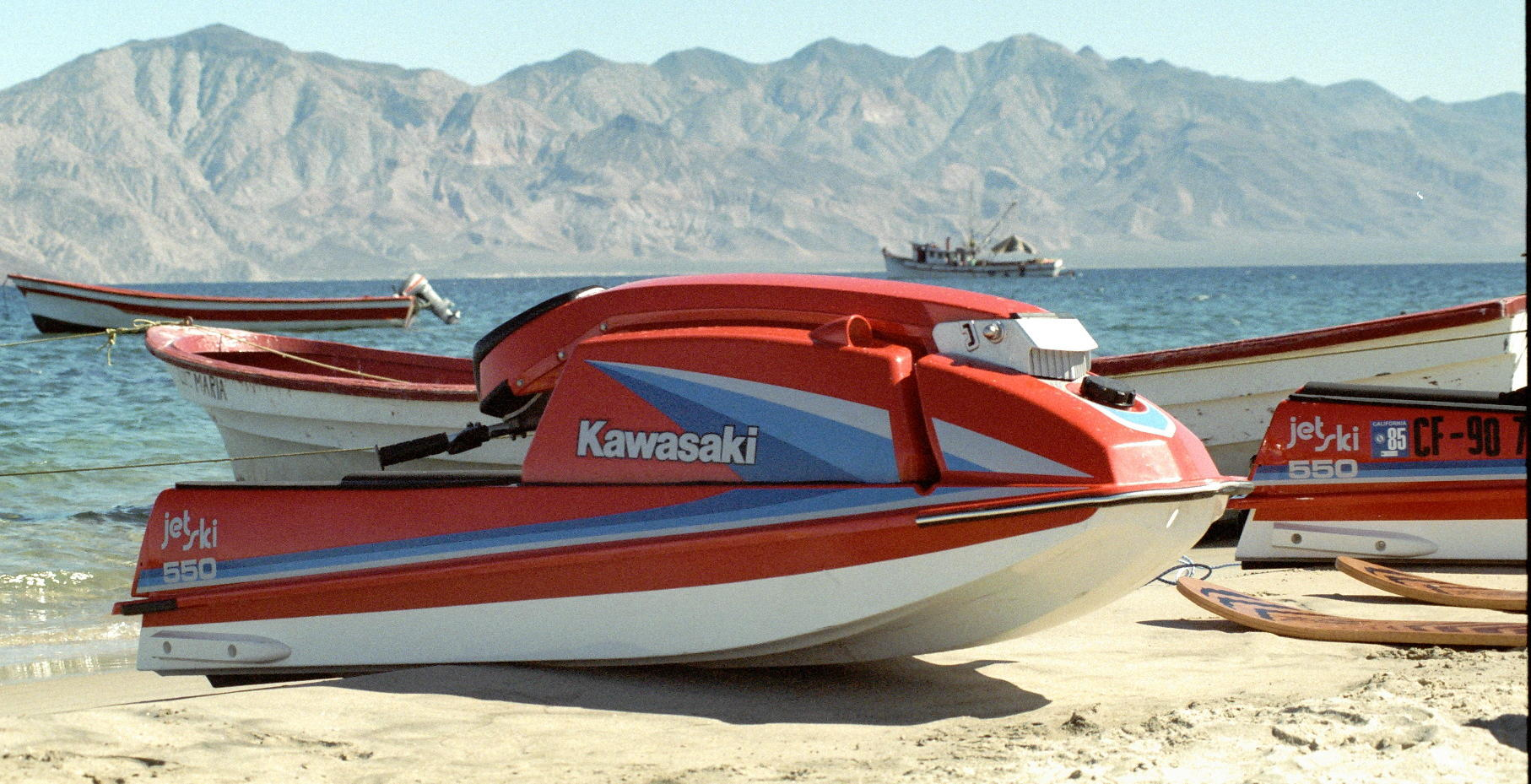
Кавасаки 550 Jet Ski, 1985

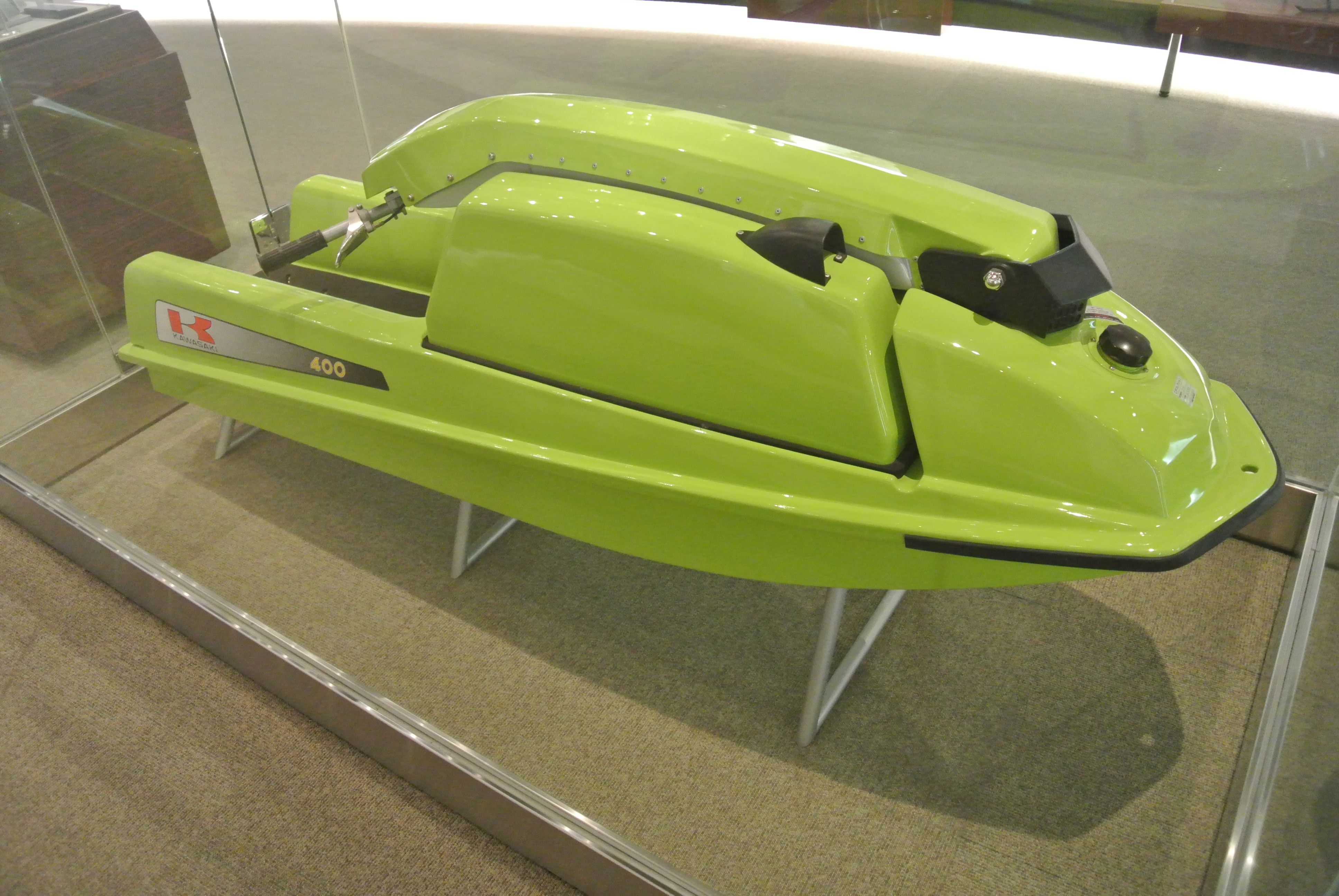
Kawasaki JS400 Jet Ski 1973 года выпуска

Jet Ski — торговая марка гидроцикла (англ. Personal watercraft, PWC) производства японской компании Kawasaki. Этот термин часто используется в общем для обозначения любого типа личного плавсредства, используемого в основном для отдыха, а также используется как глагол для описания использования любого типа гидроцикла.

## Кавасаки Jet Ski
«Jet Ski» —  зарегистрированная торговая марка Kawasaki. Выпущенный в 1972 году гидроцикл Kawasaki Jet Ski стал первым коммерчески успешным личным гидроциклом в Америке (после заключения лицензионного соглашения с изобретателем Sea-Doo Клейтоном Джейкобсоном II, когда истек срок его лицензионного соглашения с Bombardier). Гидроцикл Kawasaki был единственным коммерчески успешным гидроциклом за почти 16 лет, с момента появления  в октябре 1972 года до появления аналогичного Bombardier Sea-Doo в 1988 году.

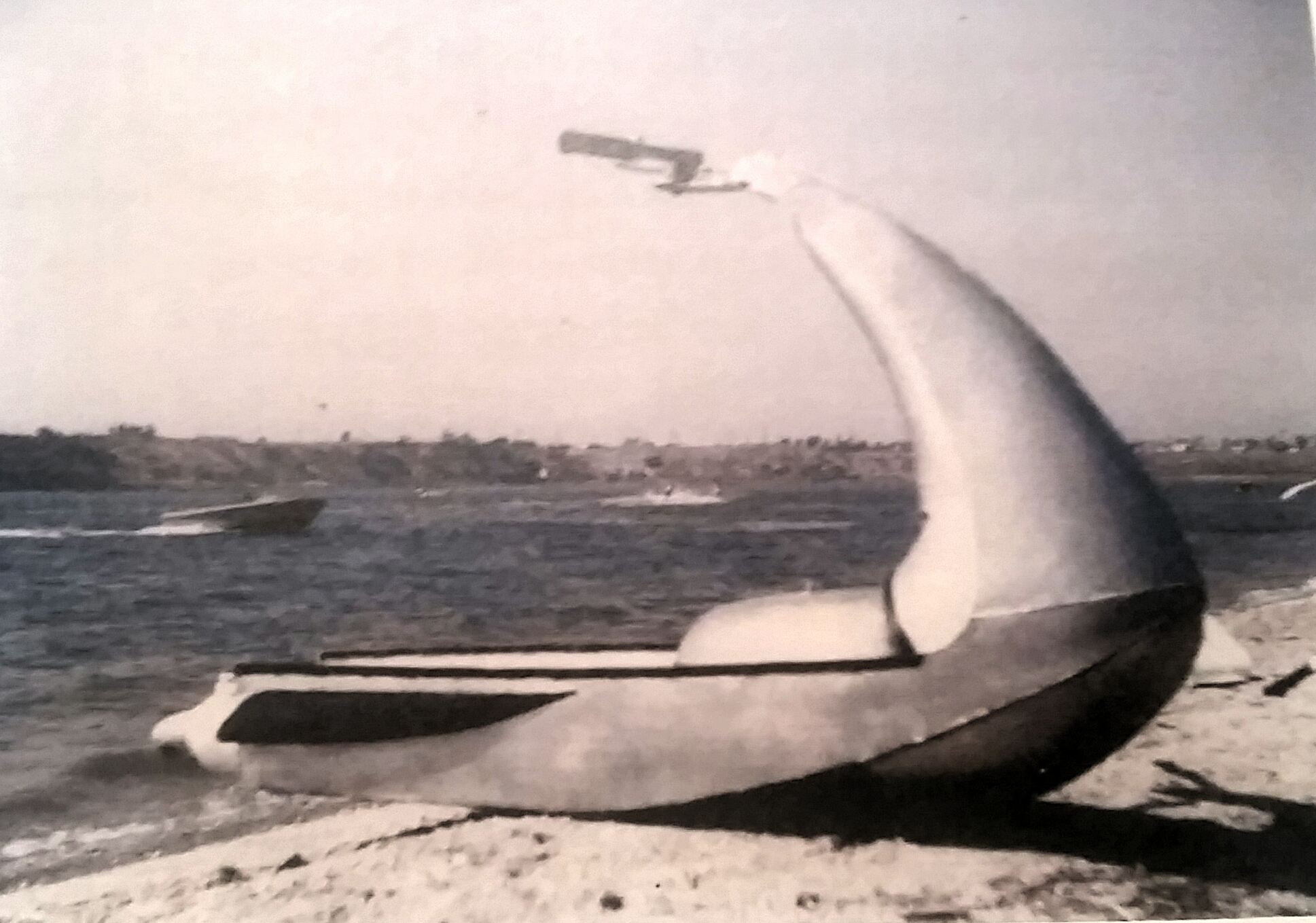
Первый стоячий прототип

Kawasaki в сотрудничестве с компаниями и энтузиастами вторичного рынка помогла создать Ассоциацию водного мотоцикла США (USJSBA). В 1982 году название было изменено на Международную ассоциацию водного спорта (IJSBA).